# Église des Décembristes de Tchita
L'église des Décembristes de Tchita, autrefois appelée église Saint-Michel-l'Archange, est une ancienne église orthodoxe classique construite en bois , située dans la ville de Tchita, dans le kraï de Transbaïkalie, en Sibérie, en Russie. Plus viel édifice de la ville, il est classé dans la liste de l'héritage patrimonial de la Russie d'importance fédérale depuis 1974. Elle héberge depuis 1985 le musée « Église des décembristes ».

## Géographie
L'église est située dans la ville de Tchita, dans le kraï de Transbaïkalie. Elle se trouve au no 3B de la rue des Décabristes de Tchita.

## Histoire
Le premier édifice sur le site de l'église remonte à 1710, avec une église en bois dédiée à Saint-Michel-l'Archange, avec un autel dédié à Saint-Nicolas-le-Thaumaturge. L'église est victime d'un incendie en 1768, et elle est reconstruite en 1771, en l'honneur de Saint-Michel-l'Archange. Ce dernier édifice brûla à nouveau en 1774.
En 1776, l'édifice actuel est construit, avec deux étages, son étage supérieur étant consacré en l'honneur de Saint-Michel l'Archange tandis que le rez-de-chaussée l'est en l'honneur de Saint-Nicolas. Lorsque la ville accueillit à partir de 1827 les exilés décembristes, elle fut fréquentée par ces derniers, d'où son nom actuel,,,,.
À la suite de la révolution de 1917, l'église fut longtemps abandonnée avant d'être restaurée par les autorités en 1974. Le bâtiment, dès 1971, est transféré au musée d'histoire locale en 1971 pour y ouvrir une succursale. Un musée, projet de longue date, fut ouvert en 1985, à l'occasion du 160e anniversaire de l'insurrection décembriste. L'église est désormais un musée et expose près de 900 objets des Décembristes exilés dans la ville,,,.

## Patrimonialité
L'édifice est classé dans la liste de l'héritage patrimonial de la Russie d'importance fédérale sous le no 231210004070006  depuis 1974.